# 대항새바지항
대항새바지항(大項새바지港)은 부산광역시 강서구 대항동 24-4 일원에 위치한 어항이다. 어촌정주어항으로 지정하여 관리하고 있다. 시설관리자는 부산 강서구청장이다.
 가덕도 동남쪽에 있다.